# Систолічна гіпертензія
У медицині систолічна гіпертензія визначається як підвищений систолічний артеріальний тиск (САТ). Якщо систолічний артеріальний тиск підвищений (>140 мм рт. ст.) при нормальному (<90 мм рт. ст.) діастолічному артеріальному тиску (ДАТ), це називається ізольованою систолічною гіпертензією. 80 % людей із систолічною гіпертензією старше 65 років. Ізольована систолічна гіпертензія — це специфічний тип розширеного (або високого) пульсового тиску.

## Причини
Систолічна гіпертензія може бути зумовлена зниженням піддатливості аорти з віком. Це збільшує навантаження на шлуночок і порушує коронарний кровотік, що зрештою призводить до гіпертрофії лівого шлуночка, коронарної ішемії та серцевої недостатності.
Сучасна наука для ілюстрації серцевого скорочення використовує метод зануреної межі. Застосована до фізіологічних моделей, ця теорія розглядає серце як велике складене напівтверде вітрило, яке формує та збирає в'язку кров'яну масу. Вітрило, подібне до фізіології ефекту Віндкесселя, створює та отримує навантаження у впорядкованих за часом фазах. Зниження піддатливості вітрила віщує початок систолічної гіпертензії.

## Лікування
Метою лікування систолічної гіпертензії є уповільнення та зменшення ступеня пошкодження серця, цереброваскулярної системи та нирок. Лікування також знижує ризик серцево-судинних захворювань та захворюваності. Зміни способу життя є альтернативним рішенням. Прикладами є дотримання дієти з низьким вмістом натрію (солі) та дієти багатої на цільнозернові продукти, фрукти та овочі.
Дієта з низьким вмістом натрію повинна містити максимальне споживання натрію 2,0 грами (приблизно 5,0 грамів солі). Також слід уникати додаткової солі та оброблених харчових продуктів.
Клінічні випробування також задокументували корисний вплив втрати ваги, збільшення фізичної активності та обмеження споживання алкоголю. Чоловікам з гіпертензією слід зменшити споживання алкогольних напоїв до 14 одиниць на тиждень. Жінкам з гіпертензією слід зменшити споживання алкогольних напоїв до 8 одиниць на тиждень. (1 одиниця відповідає 1/8 літра вина або 1/4 літра пива).
Окрім зміни способу життя, для зниження систолічної гіпертензії до безпечного рівня також можна використовувати ліки.
До препаратів, що широко використовуються для лікування систолічної гіпертензії, належать тіазидні діуретики (ТД) або блокатори кальцієвих каналів (БКК), або їх комбінація.

### Мета
Виходячи з досліджень, зниження систолічного артеріального тиску до 140 мм рт. ст., за умови, що діастолічний артеріальний тиск становить 68 мм рт. ст. або більше, видається безпечним. Підтверджуючи це, повторний аналіз даних SHEP показує, що зниження діастолічного тиску нижче 70 мм рт. ст. може посилити побічні ефекти.
Метааналіз даних окремих пацієнтів із рандомізованих контрольованих досліджень показав, що найнижчий діастолічний артеріальний тиск, при якому покращуються серцево-судинні показники, становить 85 мм рт. ст. за відсутності лікування та 80 мм рт. ст. для пацієнтів з гіпертензією, що отримують лікування. Автори дійшли висновку, що «поганий стан здоров'я, що призводить до низького кров'яного тиску та підвищеного ризику смерті, ймовірно, пояснює J-подібну криву». Інтерпретація метааналізу є складною, але уникнення діастолічного артеріального тиску нижче 68–70 мм рт. ст. здається прийнятним, оскільки:
- Значення діастолічного тиску нижче 85 мм рт. ст. для пацієнтів з гіпертензією, які отримували лікування, у метааналізі вище за значення 68–70 мм рт. ст., які були визначені у двох основних рандомізованих контрольованих дослідженнях ізольованої систолічної гіпертензії
- Два найбільші дослідження в метааналізі, Програма виявлення та подальшого спостереження за гіпертензією (HDFP)[14] та дослідження Ради медичних досліджень при легкій гіпертензії (MRC1)[15] були переважно за участі пацієнтів середнього віку, всі з яких мали діастолічну гіпертензію до лікування.
- Незалежний внесок захворювань та факторів, відмінних від гіпертензії, у порівнянні з ефектами лікування не є чітким.

Оновлений Кокрейнівський огляд 2020 року показав, що в загальній популяції осіб з підвищеним артеріальним тиском втручання для досягнення цільового рівня артеріального тиску понад стандартний (≤ 140/90 мм рт. ст.) створює більше шкоди, ніж відсутність втручання. Потрібні подальші дослідження, результати цього огляду були застосовні переважно до людей похилого віку з помірним та високим серцево-судинним ризиком.
У 2019 році систематичний огляд досліджень антигіпертензивного лікування у пацієнтів літнього віку з ізольованою систолічною гіпертензією продемонстрував ефекти від зниження систолічного артеріального тиску до <140 мм рт. ст. Смертність від усіх причин зменшилася на 24 %, а смертність від серцево-судинних захворювань — на 39 %